# Irán en los Juegos Olímpicos de Atlanta 1996
Irán estuvo representado en los Juegos Olímpicos de Atlanta 1996 por un total de 18 deportistas, 17 hombres y una mujer, que compitieron en 6 deportes.
La portadora de la bandera en la ceremonia de apertura fue la tiradora Lida Fariman.

## Medallistas
El equipo olímpico iraní obtuvo las siguientes medallas:
| Nombre          | Deporte     | Competición |
| --------------- | ----------- | ----------- |
| Oro             |             |             |
| Rasul Jadem     | Lucha libre | 90 kg M     |
| Plata           |             |             |
| Abas Yadidi     | Lucha libre | 100 kg M    |
| Bronce          |             |             |
| Amir Reza Jadem | Lucha libre | 82 kg M     |